# Hermann Winkler (Sänger)
Hermann Winkler (* 3. März 1924 in Duisburg; † 21. Januar 2009 in Gauting) war ein deutscher Opernsänger (Tenor).

## Leben
Hermann Winkler studierte in Hannover und begann dort seine Sängerlaufbahn am Niedersächsischen Staatstheater. Die folgenden Engagements führten ihn nach Bielefeld (1954–1958), Zürich und Köln, wo er zwischen 1959 und 1986 festes Ensemblemitglied war. In Köln sang er im Mozart-Zyklus des Regisseurs Jean-Pierre Ponnelle sowie den Kaiser in dessen Inszenierung der „Frau ohne Schatten“ von Richard Strauss. Diese Produktion war auch an der Mailänder Scala zu sehen. Parallel zu seinen Kölner Verpflichtungen hatte Hermann Winkler einen Gastvertrag an der Frankfurter Oper, wo er unter anderem als Ritter Blaubart in Jacques Offenbachs gleichnamiger Operette unter der Regie von Walter Felsenstein mitwirkte. In Frankfurt debütierte er als Florestan in Beethovens „Fidelio“ mit Hildegard Behrens unter dem Dirigenten Christoph von Dohnanyi.
1964 sang er zum ersten Mal bei den Bayreuther Richard-Wagner-Festspielen („Tannhäuser“). Dort trat er im „Fliegenden Holländer“ auf (Steuermann) und 1976/1977 als „Parsifal“, den er auch bei den Osterfestspielen Salzburg unter Herbert von Karajan sang. Bei den Salzburger Sommer-Festspielen wirkte er als Don Ottavio in Mozarts „Don Giovanni“ mit. Unter Herbert von Karajan war er in Berlin und Tokyo in Beethovens 9. Symphonie und Mahlers „Lied von der Erde“ zu hören. 
1975 wirkte er in dem Film „Der fliegende Holländer“ mit (Erik). Seine Partner waren Caterina Ligendza und Donald McIntyre. Es dirigierte Wolfgang Sawallisch.
Hermann Winklers Repertoire reichte von den lyrischen Mozart-Partien bis zu Wagner (Titelrollen in „Lohengrin“ und „Parsifal“), Beethoven (Florestan in „Fidelio“), Weber (Max in „Freischütz“) sowie Richard Strauss (Kaiser in „Frau ohne Schatten“, Bacchus in „Ariadne auf Naxos“). Zum Ende seiner Karriere wechselte er in das Charakterfach.
1989 debütierte er am Opernhaus Zürich in der Titelpartie von Brittens „Peter Grimes“, 1991 am Niedersächsischen Staatstheater Hannover in der Titelpartie von Pfitzners „Palestrina“. 
Gastverpflichtungen führten ihn nach Hamburg, Berlin, München, Wien, Buenos Aires, Tokio, Chicago, Mailand, Rom, Paris, Brüssel, Amsterdam, London, Genf.
Ab 1988 leitete er für mehrere Jahre das Opernstudio in Hamburg.
Hermann Winkler starb im Alter von 84 Jahren nach kurzer, schwerer Krankheit. Er wurde auf dem Münchner Ostfriedhof beigesetzt.